# 珠姫
珠姫（たまひめ、慶長4年6月11日（1599年8月1日） - 元和8年7月3日（1622年8月9日））は、安土桃山時代から江戸時代初期の女性。前田利常の正室。
徳川秀忠の次女で、徳川家康の内孫。母は太閤豊臣秀吉の養女・達子（浅井長政の三女・お江（ごう））。姉に千姫（豊臣秀頼正室、本多忠刻正室）、妹に勝姫（松平忠直正室）、初姫（常高院の養女で京極忠高正室）、東福門院和子（後水尾天皇の妃）、弟に徳川家光（3代将軍）、徳川忠長（駿府城主）、異父姉に豊臣完子（九条幸家室）、異母弟に保科正之（会津藩初代藩主）がいる。幼名は子々姫（ねねひめ）。

## 略歴
慶長5年（1600年）、前田利常と結納をかわす。翌慶長6年（1601年）江戸から金沢に入り、結婚する。この時わずか3歳である。ただし、大西泰正は大野治長が前田家家臣・山下兵庫に充てた書状に中に利常の祝言について触れた文言があるのに着目し、大野の書状の書かれた時期により、実際に婚儀が行われたのは慶長10年（1605年）4月頃とする説を提示している。
慶長18年（1613年）長女・亀鶴（後に森忠広室）を出産。元和元年（1615年）長男・光高を出産。元和2年（1616年）に次女・小媛を出産。元和3年（1617年）次男・利次を出産。元和4年（1618年）三男・利治を出産。元和5年（1619年）、三女・満（後に浅野光晟室）を出産。元和7年（1621年）、四女・富（後に八条宮智忠親王妃）を出産。
元和8年（1622年）五女・夏の出産後体調を崩し、7月に病没。享年24。夫利常との間に三男五女を儲けた後の死であった。戒名天徳院大禅定尼。法号天徳院。同年、菩提寺として高野山に天徳院が、翌元和9年（1623年）に金沢にも同名の寺院が、共に前田利常によって建立された。現在の墓所は、野田山墓地である。

## エピソード
- 慶長4年（1599年）、利家の後を継いだばかりの利長に対し、徳川家康が謀反の疑いを抱き、加賀征伐を企てた（慶長の危機）。しかし前田家重臣横山長知が家康に弁明するとともに、利長の生母芳春院を人質に差し出し、代わりに珠姫を前田家に嫁がせる約束を交わした。これ以後前田家は親徳川路線に切り替わる。
- 輿入れの際、江戸から金沢までの道や橋が整備され、一里ごとに茶屋が建てられ、幼い姫が飽きないよう狂言師や諸芸人も従い、道中の大名たちの歓待を受けながらの豪勢かつ入念な輿入れ道中だったという。
- 珠姫が輿入れした際に、金沢の菓子屋の樫田吉蔵（きちぞう）により作られたのが五色生菓子のはじめとされる。
- 夫・利常とは政略結婚であったが非常に仲の良い夫婦であったと伝わる（父・秀忠宛に参勤交代中の利常を早く加賀に帰してくれるよう要請する手紙が現存している。上記の子供の数からもそれは窺える）。しかし、外様筆頭の前田氏に幕府の情報が筒抜けになることを恐れた珠姫の乳母は、夏姫の出産後に母体の調子が宜しくないという理由を付けて、珠姫を隔離した。事情を知らない珠姫は、利常の御成りがなくなったのを寵愛が薄れたからと誤解し、衰弱死した。臨終の床に強引に駆けつけた利常は、珠姫の遺言からすべての事情を悟り、その怒りから珠姫の乳母を蛇責めにして処刑したという[3]。

## 備考
- 金沢百万石まつりでは、毎年公募で選ばれた地元の児童が珠姫役と利常役に扮して百万石行列に参加する。
- 北國新聞社刊の情報誌『月刊北國アクタス』2007年4月号から2011年3月号まで、珠姫を主人公とする漫画作品『おてんば珠姫さま!』（作：大西巷一）が連載されていた。北國新聞社から紙媒体で1・2巻が発売された。2019年現在、1巻から3巻までAmazon kindleで読むことが出来る。
- 北國新聞毎週土曜日に折り込まれる北國こども新聞に、永井豪&ダイナミックプロによる漫画作品『タイム・スリッパー珠姫』が連載されていた[4]。単行本は日本文芸社より全2巻。
- 歴史学者の福田千鶴は、いくら夫婦仲が良好でも10年間に8人の子供（しかも双子の記録はない）を生むのは余りに無理が多すぎるため、実際には幕府を憚って妾が生んだ子女も珠姫の実子として届けた可能性を指摘している[5]。